# Honolulu
Honolulu là thủ phủ của tiểu bang Hawaii của Hoa Kỳ. Honolulu nghĩa là "vịnh kín" hay "nơi trú ẩn". Theo thống kê ngày 1/7/2004, dân số của Honolulu là 377.260 người và dân số của thành phố và quận Honolulu là 900.000 người. Đây là thủ phủ và thành phố đông dân nhất của tiểu bang Hawaii.
Về mặt địa lý, Honolulu là thành phố cực nam của lãnh thổ Hoa Kỳ. Mặc dù cái tên "Honolulu" là khu vực đô thị trên bờ biển đông nam của đảo Oahu, thành phố và chính quyền quận được hợp nhất làm một, bao gồm toàn bộ đảo Oahu.
Honolulu là một trung tâm tài chính lớn của khu vực Thái Bình Dương và châu Đại Dương. Vị trí chính trị của Honolulu vốn kế thừa từ năm 1845 khi đây là thủ đô của vương quốc Hawaii (1845), và càng được củng cố khi Hawaii gia nhập liên bang Hoa Kỳ làm tiểu bang thứ 50. Honolulu cũng là trận địa với nhiều di tích lịch sử, đáng kể nhất là cuộc tấn công của Đế quốc Nhật Bản vào Trân Châu Cảng ngày 07 tháng 12 năm 1941.
Đây cũng là nơi sinh của tổng thống Barack Obama.
|  |

## Thành phố kết nghĩa
Honolulu có 26 thành phố kết nghĩa:
- - Baguio, Philippines
- - Baku, Azerbaijan
- - Bruyeres, Pháp
- - Caracas, Venezuela
- - Thành phố Cebu, Philippines
- - Funchal, Bồ Đào Nha
- - Đảo Hải Nam, Trung Quốc
- - Hiroshima, Nhật Bản
- - Huế, Việt Nam
- - Incheon, Hàn Quốc
- - Cao Hùng, Đài Loan
- - Thành phố Laoag, Philippines
- - Manila, Philippines
- - Mombasa, Kenya
- - Montréal, Québec, Canada
- - Mumbai, Ấn Độ
- - Thành phố Naha, Okinawa, Nhật Bản
- - San Juan, Philippines
- - San Juan, Puerto Rico
- - Santiago, Philippines
- - Seoul, Hàn Quốc
- - Sintra, Bồ Đào Nha
- - Tokyo, Nhật Bản
- - Uwajima, Nhật Bản
- - Thành phố Vigan, Philippines
- - Zhongshan, Trung Quốc